# I Dzseszong
I Dzseszong (hangul: 이재성, handzsa: 李在城, RR: Lee Jae-sung; Ulszan, 1992. augusztus 10. –) dél-koreai válogatott labdarúgó, jelenleg a Holstein Kiel játékosa.

## Pályafutása

### Klubcsapatban
2014. február 26-án debütált a Csonbuk Hjonde (Jeonbuk Hyundai) csapatában a 2014-es AFC-bajnokok ligája mérkőzésén a Jokohama F. Marinos ellen. 2018 júliusában aláírt a német Holstein Kiel csapatához.

### A válogatottban
A 2015-ös és a 2017-es kelet-ázsiai labdarúgó-bajnokságon részt vevő győztes válogatottnak a tagja volt. 2015. március 31-én debütált az Új-zélandi válogatott ellen, góllal. 2018 májusában bekerült a 2018-as labdarúgó-világbajnokságra készülő bő keretbe. Június 2-án a végleges keretbe is bekerült.

## Sikerei, díjai

### Klub
- Csonbuk Hjonde (Jeonbuk Hyundai)
  - K League 1: 2014, 2015, 2017
  - AFC-bajnokok ligája: 2016

### Válogatott
- Dél-Korea
  - Kelet-ázsiai labdarúgó-bajnokság: 2015, 2017

## Külső hivatkozások
- I Dzseszong profilja a Transfermarkt oldalán (angolul)
- I Dzseszong adatlapja a Soccerway oldalon (angolul)